# 埃米莉·埃曼斯
埃米莉·埃曼斯（法語：Émilie Heymans，1981年12月14日—），加拿大女子跳水运动员。她曾代表加拿大参加2000年、2004年、2008年和2012年夏季奥林匹克运动会跳水比赛，获得二枚银牌和二枚铜牌。